# Charles Combier
Pour les articles homonymes, voir Combier (homonymie).
Charles-Louis Combier (21 juillet 1819 à Aubenas - 28 février 1888 à Paris 7e) est un ingénieur et homme politique français.

## Biographie
Ancien élève de l’Ecole polytechnique, inspecteur au corps des ponts et chaussées, il fut élu député de l'Ardèche à l'Assemblée nationale en 1871. Il alla siéger à droite, et se déclara royaliste et catholique. Combier fit partie, au mois d'octobre 1873, du comité des Neuf, chargé de préparer le rétablissement de la monarchie, et fut délégué auprès du « comte de Chambord » pour traiter des conditions de cette restauration.
Mais c'est surtout par son ardeur à défendre les intérêts religieux que se distingua Combier. Il fut, avec Jean-Baptiste de Belcastel, un des rares représentants qui se firent connaître publiquement comme les signataires de l'adresse au pape (1871) où il était dit : « Les soussignés affirment plus haut que jamais le droit inviolable de Votre Sainteté à la royauté pontificale, œuvre de Dieu. Ils croient fermement au privilège de l'infaillibilité, qui n'a jamais cessé d'appartenir à Pierre, dans la personne de ses successeurs, et dont l'Eglise universelle, par la voix des Pères du Vatican, vient de faire la glorieuse proclamation. » Il appuya la motion de vouer la France au Sacré-cœur, et conseilla, au moment des projets de fusion, de perpétuelles prières : « La cause de la France et de l'Église sont assez unies entre elles, écrivait-il au directeur de l'Association de N.-D. de Salut, pour que nous suivions l'exemple des apôtres et des fidèles qui n'interrompaient point leurs prières pendant que Pierre était en prison. »

La commission des Trente présidée par Batbie, en mars 1874, réunie dans une des salles du Musée de Versailles, d'après un dessin de G. Janet et un croquis de Pelcoq gravure Amédée Daudenarde.

Dans l'ordre politique, Combier se signala par la présentation à la commission des Trente d'un système électoral tendant à attribuer au père de famille un nombre de bulletins de vote équivalent au nombre de ses enfants. Inscrit à la réunion des Réservoirs, il signa la proposition des légitimistes pour le rétablissement de la monarchie, et vota : pour la paix, pour les prières publiques, pour l'abrogation des lois d'exil, contre le retour de l'Assemblée à Paris, pour le pouvoir constituant, pour la démission de Thiers, pour le septennat, pour l'état de siège, pour la loi des maires, contre le ministère de Broglie (mai 1874), contre les amendements Wallon et Pascal Duprat et contre l'ensemble des lois constitutionnelles.
Il fut admis à la retraite, le 12 décembre 1881, comme ingénieur en chef des ponts et chaussées.
Combier publia en 1884, chez Dunod, éditeur, libraire des Corps des Ponts et Chaussées, des Mines & des Télégraphes, à Paris, des Tables des Courbes de raccordement contenant les divers éléments du tracé des courbes circulaires, plusieurs fois rééditées, « entièrement refondues à l’effet de rendre ces tables spécialement applicables au piquetage des courbes de chemins de fer ».
Ayant reçu chez lui Louis Pasteur, lequel venait étudier la maladie des muriers et des vers à soie (la Pébrine), Charles Combier fut l’auteur d’un Livre de Raison très détaillé.
Après une carrière à la Compagnie des chemins de fer des Ardennes, il fut nommé Vice-président de la société Le Nickel.
Il mourut prématurément des suites d’un accident de voiture, laquelle lui roula sur l’estomac.

## Famille
Issu d’une famille de l’ancienne bourgeoisie privadoise d’origine réformée et dont la filiation remonte au début du XVIIe siècle, sans doute venue d’Alissas et passée par Chomérac, Charles Combier est le fils de Charles Simon Roch COMBIER, né à Privas (Ardèche) le 19 décembre 1775, y baptisé le 21, mort à Privas (Ardèche) le 28 mars 1857, Contrôleur des Postes, marié à Aubenas (Ardèche) le 26 mai 1806 à Louise Adélaïde RUELLE de BAYSAND, née à Aubenas (Ardèche) le 28 janvier 1786 et baptisée le 30, morte à Aubenas (Ardèche) le 27 juillet 1838.
Charles Combier se marie à Lyon (Rhône) le 2 mai 1850 à Joséphine Adèle de SAUZET de FABRIAS de ROCHEGUDE, née à Givors (Rhône) le 4 juillet 1822, morte à Dijon (Côte-d’Or) le 5 septembre 1897, dont il a dix enfants :
1. Marguerite (1851-1938) x Octave CHOUËT de BARBERY (1846-1885), magistrat.
2. Michel (1852-1877), diplomate, s. a.
3. Gabriel (1853-1942), directeur de banque, x Jeanne CALMELS (1855-1942)
4. Élise (1855-1947), tertiaire franciscaine, x François-Joseph AWENG (1852-1893), centralien, directeur de forges, grands-parents de François a’Weng (1920-1961).
5. Raphaël (1856-1857).
6. Marie Magdeleine (1857-1866).
7. Jeanne (1859-1861).
8. Marthe (1861-1890) x Ernest ALLIMANT (1853-1937), ingénieur des mines.
9. Raphaël (1863-1863).
10. Isabelle (1865-1949), chanoinesse en Autriche.

## Décoration
- Officier de la Légion d’honneur.

## Sources
- « Charles Combier », dans Adolphe Robert et Gaston Cougny, Dictionnaire des parlementaires français, Edgar Bourloton, 1889-1891 [détail de l’édition]
- COMBIER (Bruno), La Famille Combier 1609-2016 Famille d’origine ardéchoise. Malaucène, 2016. p. 330 et s.
- VILLAIN (Jules), La France moderne II (Drôme et Ardèche). Saint-Etienne, 1908. p. 253-255